# David Glen Eisley
David Glen Eisley (Los Ángeles, 5 de septiembre de 1952) es un músico y actor estadounidense, reconocido por su asociación con las bandas de hard rock Giuffria (1984-1987) y Dirty White Boy (1988-1991). Como actor, figuró en los programas de televisión Beverly Hills, 90210 y 7th Heaven.
Estuvo casado con la actriz Olivia Hussey,  fallecida en 2024, con la que tuvo una hija llamada India Eisley, también actriz. Su canción Sweet Victory aparece en el episodio "Band Geeks" de la serie Bob Esponja.

## Discografía

### Solista
- 1990 - War Dogs
- 2000 - Stranger From The Past
- 2001 - The Lost Tapes
- 2016 - Eisley / Goldy (Feat Craig Goldy)
- 2019 - Tattered, Torn and Worn

### Con Giuffria
- 1984 - Giuffria
- 1986 - Silk + Steel

### Colaboraciones
- 1987 - Michael Bolton - The Hunger
- 1990 - House of Lords - Sahara
- 1990 - Dirty White Boy - Bad Reputation
- 1991 - Craig Goldy's Ritual - Hidden in Plain Sight
- 1995 - Frederiksen/Phillips - Frederiksen/Phillips
- 1996 - Murderer's Row	- Murderer's Row
- 1998 - Stream - Nothing Is Sacred
- 2001 - Elements Of Friction - Elements Of Friction